# Związek Bojowników o Wolność i Demokrację

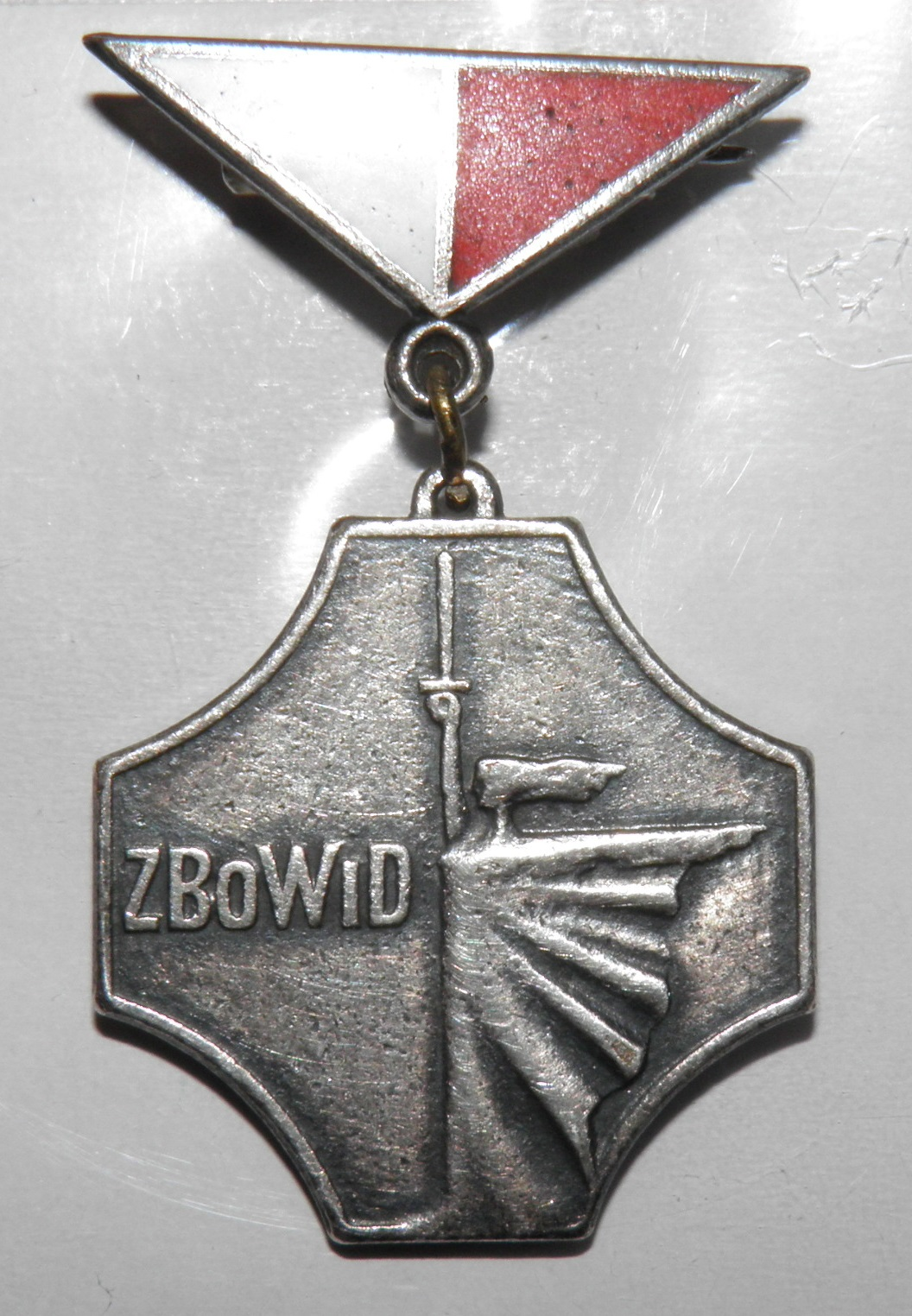
Odznaka „Za Zasługi dla ZBoWiD”

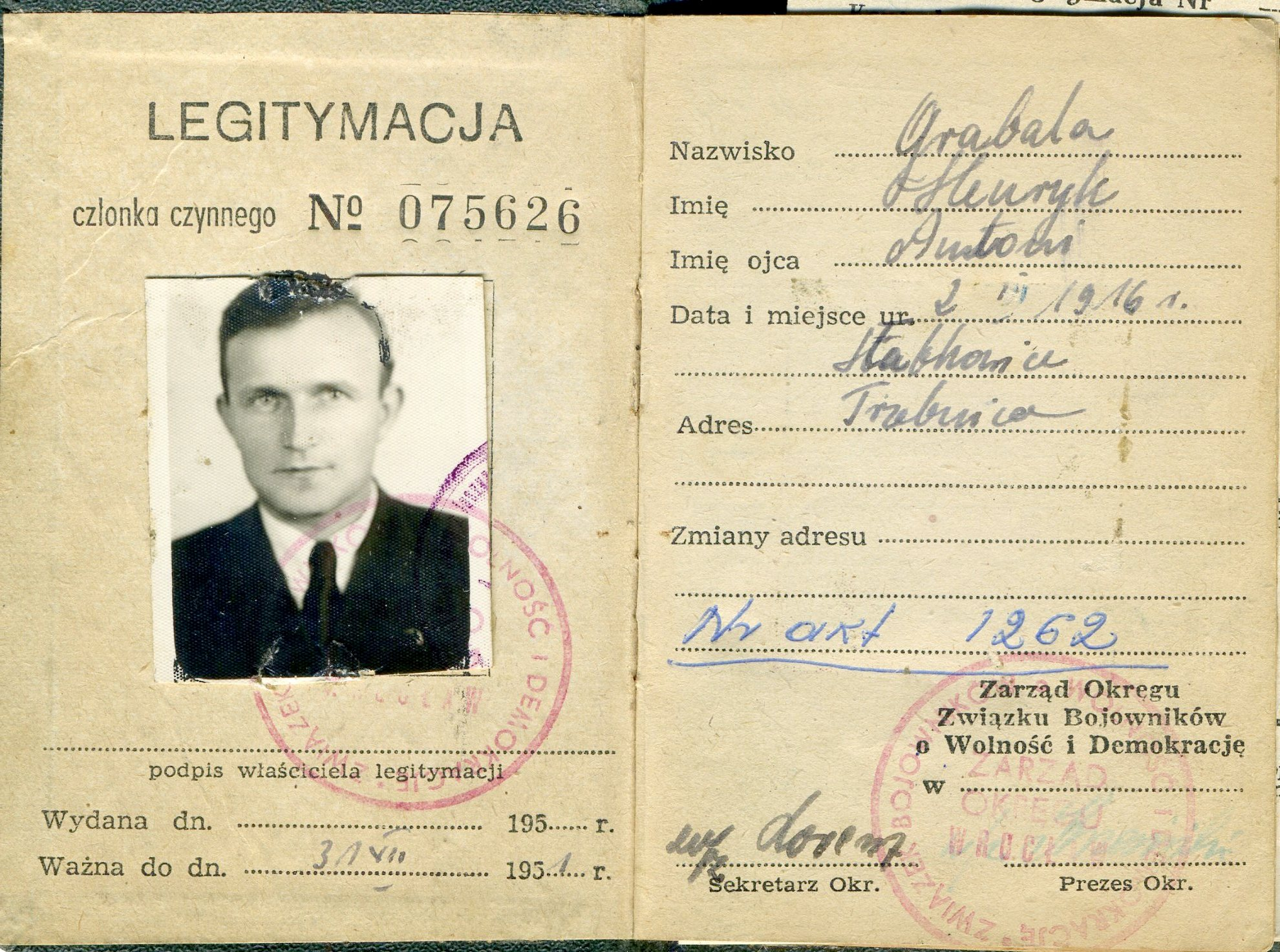
Legitymacja członka Związku Bojowników o Wolność i Demokrację

Związek Bojowników o Wolność i Demokrację (ZBoWiD) – organizacja kombatancka utworzona 2 września 1949, w wyniku narzuconego zjednoczenia 11 istniejących w tym czasie, działających od 1945, organizacji kombatantów i więźniów obozów hitlerowskich. Do 1989 politycznie i organizacyjnie podporządkowany Polskiej Zjednoczonej Partii Robotniczej. Siedziba Zarządu Głównego Związku Bojowników o Wolność i Demokrację mieściła się w pałacu Aleksandra Rembielińskiego w Warszawie.

## Organizacja kombatancka
Kongres połączeniowy odbył się w dniach 1–2 września 1949 w Warszawie i w jego wyniku 30 września 1949 zespolono 11 organizacji kombatanckich: 
Związek Bojowników o Wolność i Demokrację stworzono z następujących organizacji kombatanckich:
- Związek Bojowników z Faszyzmem i Najazdem Hitlerowskim o Niepodległość i Demokrację
- Polski Związek Byłych Więźniów Politycznych Hitlerowskich Więzień i Obozów Koncentracyjnych
- Związek Czerwonych Kosynierów
- Związek Dąbrowszczaków
- Związek Obrońców Westerplatte
- Związek Obrońców Wybrzeża
- Związek Powstańców Wielkopolskich
- Związek Weteranów Powstań Śląskich
- Związek Weteranów Walk Rewolucyjnych 1905 roku
- Związek Żydów byłych Uczestników Walki Zbrojnej z Faszyzmem
- Stowarzyszenie byłych Więźniów Twierdzy Zakroczymskiej

2 czerwca 1950 Związek Bojowników o Wolność i Demokrację został wpisany do rejestru stowarzyszeń i związków przez Prezydium Rady Narodowej miasta stołecznego Warszawy z mocą obowiązującą na cały kraj. Od początku istnienia obowiązywał statut Związku, a w 1960 został wydany nowy statut. Zmian w statucie dokonano na III Kongresie organizacji we wrześniu 1964. IV Kongres odbył się w dniach 19–20 września 1969, a w jego trakcie dokonano zmian w statucie. V Kongres odbył się w dniach 8–9 maja 1974. Podczas tej imprezy udekorowano sztandar Związku Orderem Budowniczych Polski Ludowej (ZBoWiD odznaczono tym orderem jako pierwsze stowarzyszenie wyższej użyteczności). VI Kongres miał miejsce w dniach 7–8 maja 1979.
Związek Bojowników o Wolność i Demokrację zrzeszał część byłych żołnierzy z regularnych polskich formacji wojskowych, organizacji zbrojnych walczących o niepodległość Polski w okresie przed 11 listopada 1918, organizacji konspiracyjnych walczących w okresie II wojny światowej, więźniów obozów hitlerowskich, żołnierzy Wojska Polskiego oraz członków różnych ugrupowań komunistycznych, funkcjonariuszy Urzędu Bezpieczeństwa, Milicji Obywatelskiej, ORMO. Jeszcze w połowie lat 60. XX w. statut Związku nie umożliwiał członkostwa uczestnikom polskiej wojny obronnej z 1939 ani jeńcom wojennym. Związek Bojowników o Wolność i Demokrację zrzeszał także wdowy i sieroty, będące członkami rodzin pomordowanych lub poległych obywateli polskich. ZBoWiD był członkiem Międzynarodowej Federacji Bojowników Ruchu Oporu (FIR).
ZBoWiD odmawiał jednak członkostwa wielu kombatantom, głównie z powodów politycznych, m.in. części żołnierzy Armii Krajowej. Miało to miejsce zwłaszcza do roku 1956, w okresie największego nasilenia stalinizmu w powojennej Polsce. W 1964 odbył się III Krajowy Kongres ZBoWiD, zwany „kongresem pojednania” środowiska kombatanckiego. Przyjęta wówczas formuła bazowała na założeniu, że w ocenie kombatantów nie ma znaczenia przeszłość ale przyszłość i akceptacja budowy ustroju socjalistycznego w Polsce. W 1965 roku w ZBoWiD zrzeszonych było ok. 60 tys. byłych żołnierzy AK.
W 1966 roku delegacja ZBoWiD na czele z Zygmuntem Berlingiem i Marianem Sołtysiakiem złożyła wieńce na grobie generała Władysława Sikorskiego w Newark.

## Struktura organizacyjna
Organizacja wewnętrzna Związku Bojowników o Wolność i Demokrację obejmowała Kongres, Zarząd Główny i Radę Naczelną na szczeblu centralnym. Na szczeblu Okręgu (obejmującego obszar województwa) władze stanowiły Zjazd Okręgu, Zarząd Okręgu i Prezydium Zarządu Okręgu, na szczeblu Oddziału (obejmującego obszar powiatu) Zjazd Powiatowy, Zarząd Oddziału Powiatowego i Prezydium Zarządu Oddziału Powiatowego. Na najniższym szczeblu organizacyjnym znajdowały się koła: terenowe (w latach 1950–1972 gromadzkie, od 1973 gminne), miejskie i zakładowe (te ostatnie zakładano na terenie większych zakładów pracy bądź instytucji takich jak spółdzielnie, zjednoczenia, Komendy Powiatowe Milicji Obywatelskiej).
Na każdym szczeblu organizacyjnym istniały ponadto Komisja Rewizyjna i Sąd Koleżeński, komisje problemowe (odznaczeniowa, weryfikacyjna, socjalno-bytowa, zdrowia, historyczna itp.) i kluby środowiskowe (skupiające kombatantów określonego środowiska np. Klub Woldenberczyków – byłych więźniów niemieckiego obozu jenieckiego Oflag II C Woldenberg, Klub b. Więźniów Dachau, Stowarzyszenie byłych Więźniów Politycznych Zamku Lubelskiego i „Pod Zegarem” w Lublinie).
W okresie od grudnia 1949 do 1956 r. w strukturze ZBoWiD działali tzw. „księża patrioci”, którzy m.in. w Warszawie utworzyli liczącą kilkanaście osób Komisję Księży. W grudniu 1950 grupa 32 księży powołała do życia Główną Komisję Księży przy ZBoWiD, na czele której stał ks. kan. Edmund Konarski. Ich organem, od lutego 1950 był dwutygodnik „Głos Kapłana” kierowany przez ks. płk. Stanisława Zawadzkiego (członkiem utajnionej w obawie przed restrykcjami polskiej hierarchii kościelnej, redakcji był najprawdopodobniej m.in. znany międzywojenny działacz chrześcijańsko-narodowy ks. Czesław Oraczewski). Komisja skupiała lojalnych względem władzy księży. Jej głównym celem działalności była likwidacja organizacji kościelnej „Caritas”.
Na czele ZBoWiD stanął Franciszek Jóźwiak. Od 1964 prezesem Zarządu Głównego był Mieczysław Moczar, od 1972 Stanisław Wroński, od 1980 Włodzimierz Sokorski, a od 1983 do 1990 gen. broni Józef Kamiński. Prezesami Rady Naczelnej byli kolejno: Józef Cyrankiewicz (1949–1972), Piotr Jaroszewicz (1972–1980), Mieczysław Moczar (1980–1983), prof. Henryk Jabłoński (1983–1990).
W skład centralnych władz Związku Bojowników o Wolność i Demokrację (szczególnie w skład fasadowej, obradującej jedynie raz do roku Rady Naczelnej) wybieranych na kolejnych kongresach związku (1959, 1964, 1969, 1974, 1979 oraz 1985) wchodzili zawsze przedstawiciele najwyższych władz Polskiej Rzeczypospolitej Ludowej, włącznie z I sekretarzem Komitetu Centralnego Polskiej Zjednoczonej Partii Robotniczej, premierem, przewodniczącym Rady Państwa Polskiej Rzeczypospolitej Ludowej, członkowie rządu i Rady Państwa, prezesi Zjednoczonego Stronnictwa Ludowego i Stronnictwa Demokratycznego, generalicja, członkowie kierownictwa Ministerstwa Spraw Wewnętrznych, a także znani kombatanci i weterani, głównie z lewicowego ruchu oporu (Armia Ludowa), ale także byli żołnierze Armii Krajowej. Wieloletnimi członkami władz Związku Bojowników o Wolność i Demokrację byli m.in.: Marszałek Polski Michał Rola-Żymierski (od 1974 honorowy prezes Zarządu Głównego, od 1985 honorowy prezes Rady Naczelnej), Edward Gierek, Władysław Gomułka (członek Rady Naczelnej aż do śmierci w 1982), Marszałek Polski Marian Spychalski (członek Rady Naczelnej aż do śmierci w 1980), gen. armii Wojciech Jaruzelski (wiceprezes Rady Naczelnej 1972–1990, gen. broni Zygmunt Berling (wiceprezes Rady Naczelnej 1974–1980), gen. dyw. Mieczysław Grudzień (wiceprezes Rady Naczelnej 1974–1990) i inni.
Rada Naczelna liczyła zazwyczaj ok. 350–500 członków, a Zarząd Główny ok. 60–100 członków.

## Władze naczelne Związku Bojowników o Wolność i Demokrację
Władze naczelne wybrane podczas V Kongresu Związku Bojowników o Wolność i Demokrację na kadencję w latach 1974–1979:
- Prezes honorowy Zarządu Głównego Związku Bojowników o Wolność i Demokrację: Marszałek Polski Michał Rola-Żymierski
- Prezes Zarządu Głównego Związku Bojowników o Wolność i Demokrację: Stanisław Wroński
- Wiceprezesi Zarządu Głównego Związku Bojowników o Wolność i Demokrację: gen. dyw. Wacław Czyżewski, Roman Gesing, gen. dyw. Franciszek Księżarczyk, Jadwiga Łokkaj, płk Jan Mazurkiewicz „Radosław”, gen. broni Józef Urbanowicz
- Sekretarz Generalny: Stanisław Kujda
- Członkowie Prezydium Zarządu Głównego: Janina Balcerzak, Michał Chilczuk, Edward Duda, gen. dyw. Zygmunt Huszcza, prof. Kazimierz Kąkol, Antoni Korzycki, Włodzimierz Lechowicz, gen. bryg. Norbert Michta, gen. bryg. Stanisław Okęcki, Halina Pietkiewicz, Mieczysław Róg-Świostek, Wacław Rózga, Włodzimierz Sokorski, Janusz Wieczorek, Wojciech Żukrowski
- Członkowie Zarządu Głównego (wybrani): Gustaw Alef-Bolkowiak, Maria Stypułkowska-Chojecka ps. „Kama”, Janina Czaja-Waluda, gen. dyw. Jan Czapla, płk Paweł Dąbek, Stanisław Ryszard Dobrowolski, gen. bryg. Edward Dysko, Elżbieta Dziębowska, Krystyna Gromek, płk prof. Emil Jadziak, Henryk Korotyński, Roch Kostrzewa, Jan Karol Kostrzewski, gen. dyw. pil. Jan Raczkowski, Kazimierz Rusinek, płk pil. Stanisław Skalski, Kazimierz Smoleń, Ludomir Stasiak, gen. bryg. Kazimierz Stec, Zygmunt Surowiec, Halina Szwarc, gen. dyw. Czesław Waryszak, gen. dyw. Zygmunt Zieliński
- Prezes Rady Naczelnej Związku Bojowników o Wolność i Demokrację: Piotr Jaroszewicz
- Wiceprezesi Rady Naczelnej Związku Bojowników o Wolność i Demokrację: gen. broni Zygmunt Berling, gen. dyw. Mieczysław Grudzień, prof. Jan Zygmunt Jakubowski, gen. armii Wojciech Jaruzelski, gen. dyw. Mieczysław Moczar, płk Zygmunt Netzer, Józef Ozga-Michalski, gen. bryg. Franciszek Skibiński, Eugeniusz Szyr, gen. bryg. Jerzy Ziętek
- Sekretarz Prezydium: Paweł Dubiel
- Członkowie Prezydium Rady Naczelnej: Lesław Bartelski, Janina Broniewska, płk Paweł Dąbek, Elżbieta Dziębowska, płk Władysław Gołąbek, Michał Issajewicz, Mieczysław Kaczor, Henryk Korotyński, gen. dyw. Teodor Kufel, Bernard Łuczewski, Stanisław Pawlak, gen. dyw. Włodzimierz Sawczuk, Stefan Sokołowski, Henryk Szafrański.
- Członkowie Rady Naczelnej (wybrani – łącznie 356 członków): Jerzy Albrecht, Gustaw Alef-Bolkowiak, Janina Balcerzak, płk Bazyli Braiłowski, Janusz Burakiewicz, gen. bryg. Benedykt Cader, gen. dyw. Bolesław Chocha, Maria Stypułkowska-Chojecka ps. „Kama”, Jan Chyliński, gen. bryg. Jan Cieślik, Józef Cyrankiewicz, Janina Czaja-Waluda, gen. dyw. Jan Czapla, Bohdan Czeszko, gen. dyw. Wacław Czyżewski, gen. bryg. Mieczysław Dębicki, Jan Dobraczyński, Stanisław Ryszard Dobrowolski, Wit Drapich, Edward Duda, gen. bryg. Edward Dysko, gen. bryg. Andrzej Freń, gen. bryg. prof. Marian Garlicki, Roman Gesing, Edward Gierek, Władysław Gomułka, Krystyna Gromek, prof. Janusz Groszkowski, Zdzisław Grudzień, Stanisław Gucwa, Tadeusz Hołuj, ks. płk Julian Humeński, gen. dyw. Zygmunt Huszcza, Janina Ignasiak-Minkowska, prof. Henryk Jabłoński, płk prof. Emil Jadziak, wiceadmirał Ludwik Janczyszyn, płk Marian Janic, gen. bryg. Marian Janicki, gen. bryg. Artur Jastrzębski, Helena Jaworska, Stefan Jędrychowski, Jerzy Jodłowski, gen. broni Józef Kamiński, prof. Kazimierz Kąkol, gen. bryg. Czesław Kiszczak, Lech Kobyliński, Emil Kołodziej, Antoni Korzycki, Roch Kostrzewa, prof. Jan Karol Kostrzewski, gen. bryg. Józef Kowalski, płk prof. Eugeniusz Kozłowski, Władysław Krasnowiecki, Wincenty Kraśko, Władysław Kruczek, gen. bryg. Leszek Krzemień, gen. dyw. Franciszek Księżarczyk, Stanisław Kujda, gen. dyw. Józef Kuropieska, gen. dyw. Eugeniusz Kuszko, Włodzimierz Lechowicz, Leon Lendzion, Ignacy Loga-Sowiński, Jadwiga Łokkaj, Władysław Machejek, płk Bazyli Maksimczuk, Stanisław Marcinowski, płk Jan Mazurkiewicz „Radosław”, gen. bryg. Norbert Michta, gen. bryg. Mirosław Milewski, Stefan Misiaszek, gen. dyw. Eugeniusz Molczyk, Lucjan Motyka, gen. dyw. Zbigniew Nowak, gen. dyw. Mieczysław Obiedziński, gen. bryg. Stanisław Okęcki, Kazimierz Olszewski, Tadeusz Łęcki „Orkan”, Edmund Osmańczyk, gen. dyw. pil. Roman Paszkowski, Halina Pietkiewicz, kontradmirał Henryk Pietraszkiewicz, Józef Pietrusiński, gen. bryg. Henryk Piętek, płk Janusz Przymanowski, Edmund Pszczółkowski, Jerzy Putrament, gen. dyw. pil. Jan Raczkowski, Wacław Rózga, Kazimierz Rusinek, Michał Rusinek, prof. Zygmunt Rybicki, prof. Kazimierz Secomski, płk Kazimierz Sidor, gen. dyw. Florian Siwicki, płk pil. Stanisław Skalski, Kazimierz Smoleń, Włodzimierz Sokorski, Marszałek Polski Marian Spychalski, Roman Stachoń, Ludomir Stasiak, gen. bryg. Kazimierz Stec, Zygmunt Surowiec, gen. bryg. Franciszek Szlachcic, Jerzy Sztachelski, Halina Szwarc, gen. bryg. Stefan Szymański, Kazimierz Świtała, Zdzisław Tomal, gen. dyw. Tadeusz Tuczapski, Wacław Tułodziecki, prof. Stanisław Turski, gen. broni Józef Urbanowicz, gen. dyw. Czesław Waryszak, prof. Andrzej Werblan, Janusz Wieczorek, płk Eugeniusz Iwańczyk „Wiślicz”, gen. dyw. Kazimierz Witaszewski, Paweł Wojas, Emil Wojtaszek, Stanisław Wroński, Czesław Wycech, gen. bryg. Jan Wyderkowski, płk Zbigniew Załuski, gen. dyw. Janusz Zarzycki, płk Andrzej Zbyszewski, gen. dyw. Zygmunt Zieliński, Wojciech Żukrowski, Marszałek Polski Michał Rola-Żymierski
- przewodniczący Głównej Komisji Rewizyjnej: Aleksander Burski
- przewodniczący Głównego Sądu Koleżeńskiego: gen. bryg. Leon Nałęcz-Bukojemski

## Działalność
Do głównych zadań Związku Bojowników o Wolność i Demokrację, należało potwierdzanie i weryfikowanie uprawnień kombatanckich oraz uprawnionych do nich członków rodzin. Związek realizował te cele na podstawie uprawnień przyznanych przez władze państwowe. Udzielano także wsparcia materialnego lub realizowano różnego rodzaju formy opieki nad kombatantami i ich rodzinami, oraz rodzinami pomordowanych lub poległych. Związek Bojowników o Wolność i Demokrację prowadził także działalność w zakresie gromadzenia archiwaliów dotyczących walk z Niemcami w okresie okupacji niemieckiej (1939–1945) i likwidacji struktur powojennego podziemia antykomunistycznego w Polsce (w zakresie wytycznych wyznaczonych przez władze komunistyczne). Cyklicznie był organizatorem obchodów ważnych rocznic oraz uczestniczył w budowie pomników upamiętniających działalność kombatancką i martyrologię. Organem prasowym Związku Bojowników o Wolność i Demokrację był tygodnik pt. „Za Wolność i Lud”.

## Zmiany organizacyjne po 1990
W 1990 Związek Bojowników o Wolność i Demokrację przekształcono w Związek Kombatantów Rzeczypospolitej Polskiej i Byłych Więźniów Politycznych. Pierwszym prezesem związku był (do 1999) gen. broni Józef Kamiński, następnie gen. dyw. Wacław Szklarski. Na czele związku stoi Zarząd Główny.